# بخش بریمفیلد (شهرستان پورتاژ، اوهایو)
بخش بریمفیلد (به انگلیسی: Brimfield Township) یک منطقهٔ مسکونی در ایالات متحده آمریکا است که در شهرستان پورتیج، اوهایو واقع شده‌است. بخش بریمفیلد ۵۵٫۳ کیلومتر مربع مساحت و ۱۰٬۳۷۶ نفر جمعیت دارد و ۳۵۰ متر بالاتر از سطح دریا واقع شده‌است.